# Janet Blair
Janet Blair, właśc. Martha Janet Lafferty (ur. 23 kwietnia 1921 w Altoona, zm. 19 lutego 2007 w Santa Monica) – amerykańska aktorka, gwiazda musicali i komedii z lat 40. XX w.

## Życiorys
Kariera Janet Blair, która jako dziecko śpiewała w kościelnych chórach, rozpoczęła się na początku lat 40. XX w. wraz z występami u boku Hala Kempa w klubie "Coconut Grove" w Los Angeles. Tam została wypatrzona przez łowcę talentów z wytwórni Columbia Pictures. Niedługo potem podpisała kontrakt, w ramach którego studio płaciło jej 100 dolarów tygodniowo.
Pierwsze kroki przed kamerą stawiała w filmach, takich jak Three Girls About Town, Blondie Goes to College i Two Yanks in Trinidad. Pierwszy sukces przyszedł wraz z rolą Eileen Sherwood w komedii My Sister Eileen (1942) w reżyserii Alexandra Halla, i u boku Rosalind Russell. Jeszcze w tym samym roku zagrała razem z Carym Grantem w musicalu Broadway. Amerykańscy widzowie do dziś pamiętają również jej występy w Once Upon a Time, The Fabulous Dorseys, The Fuller Brush Man i Something to Shout About.
Chociaż jej kariera znakomicie się rozwijała, pod koniec lat 40. Blair pożegnała Hollywood i wytwórnię Columbia. Miała dość identycznych i płytkich postaci cudownych księżniczek, niezależnie od tego jak bardzo rozsławiały jej nazwisko. Zaczęła grać w teatrze i telewizji.
W ciągu trzech lat wystąpiła w 1200 przedstawieniach South Pacific. W tym czasie po raz drugi wyszła za mąż – za producenta i reżysera Nicka Mayo, z którym doczekała się dwójki dzieci – Amandy i Andrew. Szybko stała się ulubienicą telewidzów, grając w największych przebojach amerykańskiego małego ekranu lat 50.: Ford Theatre, Philco TV Playhouse, Lux Video Theatre, U.S. Steel Hour i Caesar's Hour.
Na duży ekran sporadycznie zaczęła powracać pod koniec dekady. Po raz ostatni przed kamerą stanęła w 1991 na planie jednego z odcinków serialu: Murder, She Wrote.
W poniedziałek, 19 lutego, zmarła wskutek komplikacji po zapaleniu płuc w szpitalu Saint John's Health Center w Santa Monica. Informację o śmierci aktorki przekazały jej dzieci – Amanda i Andrew Mayo.